# فينيامين ريشيتنيكوف
فينيامين سيرجيفيتش ريشيتنيكوف (بالروسية: Veniamin Sergeyevich Reshetnikov ؛ من مواليد 28 يوليو 1986) هو لاعب مبارز روسي، هو بطل أوروبي مرتين ، وبطل أوروبي فردي مرتين ، وبطل العالم ثلاث مرات ، وبطل العالم الفردي لعام 2013. تنافس ريشيتنيكوف في دورة الألعاب الأولمبية الصيفية 2012 ، حيث احتل المركز السابع عشر في سباق السيف الفردي للرجال.

## روابط خارجية
- فينيامين ريشيتنيكوف  على موقع اللجنة الأولمبية الدولية
- فينيامين ريشيتنيكوف  على موقع SportsReference  - سبورتس رفرنس